# Jeřáb panenský
Jeřáb panenský (Grus virgo) je druh ptáka z čeledi jeřábovití. S výškou kolem 90 cm se jedná o nejmenšího zástupce jeřábů. Hnízdí v geografickém páse táhnoucím se od východního Mongolska přes střední Asii po východní Ukrajinu, zimuje převážně v Indii. Druh je často chován v zoologických zahradách včetně v několika zoo v Česku. 

## Popis
Jeřáb panenský dosahuje délky kolem 90 cm, rozpětí křídel se pohybuje kolem 150–170 cm a váha kolem 2 až 3 kg. I přes svou velkou výšku se jedná o nejmenšího zástupce jeřábovitých. Tělo je štíhlé a protáhlé, nicméně krk a zobák jsou o něco kratší než u jiných jeřábů. Většina těla je šedě zbarvená, avšak hlava, přední část krku a hruď jsou černé, přičemž černá pera ve spodní části hrudi jsou splývavá (visící volně dolů). Na rozdíl od řady jiných jeřábů má jeřáb panenský cele opeřenou hlavu. Z oblasti ušních otvorů vyrůstají prodloužené dlouhé chomáče šedého peří. Ramenní letky jsou světle šedé a taktéž splývavé, při klidovém stavu spadají až pod tělo. Zobák je u kořene našedavělý, na konci nažloutlý. Duhovky jsou u samců krvavě červené, u samic oranžové. Juvenilní jedince lze rozpoznat podle tmavých duhovek a také podle světleji zbarveného krku.

## Rozšíření a stanoviště
Hnízdí v geografickém páse táhnoucím se od východního Mongolska přes střední Asii po východní Ukrajinu. Nejčastějším hnízdištěm jsou mongolské stepi. Zimuje v oblasti Indie a částečně i ve střední Africe. Kdysi druh hnízdil i v Evropě (např. v Rumunsku hnízdil nejméně do konce 19. století) a v severní Africe (z Tuniska a Maroka pochází poslední zprávy o hnízdění druhu ze 30. let 20. století), avšak z těchto končin již vymizel. Zbloudilí jedinci byli pozorováni v různých koutech Evropy (mj. Černá Hora, Španělsko, Norsko, Dánsko) i jinde (Japonsko).
Jak na hnízdištích, tak v zimovištích vyhledává suché oblasti stepí až polopouští jen s minimálním množstvím vegetace, avšak s blízkou vodní plochou jako jsou řeky, potoky a mělká jezera. Často je k vidění i na zemědělských polích. Na hnízdištích může obývat nadmořské výšky až 5000 m n. m.
Celková populace druhu se k roku 2015 odhadovala na 230–261 tisíc jedinců.

## Biologie

### Tah

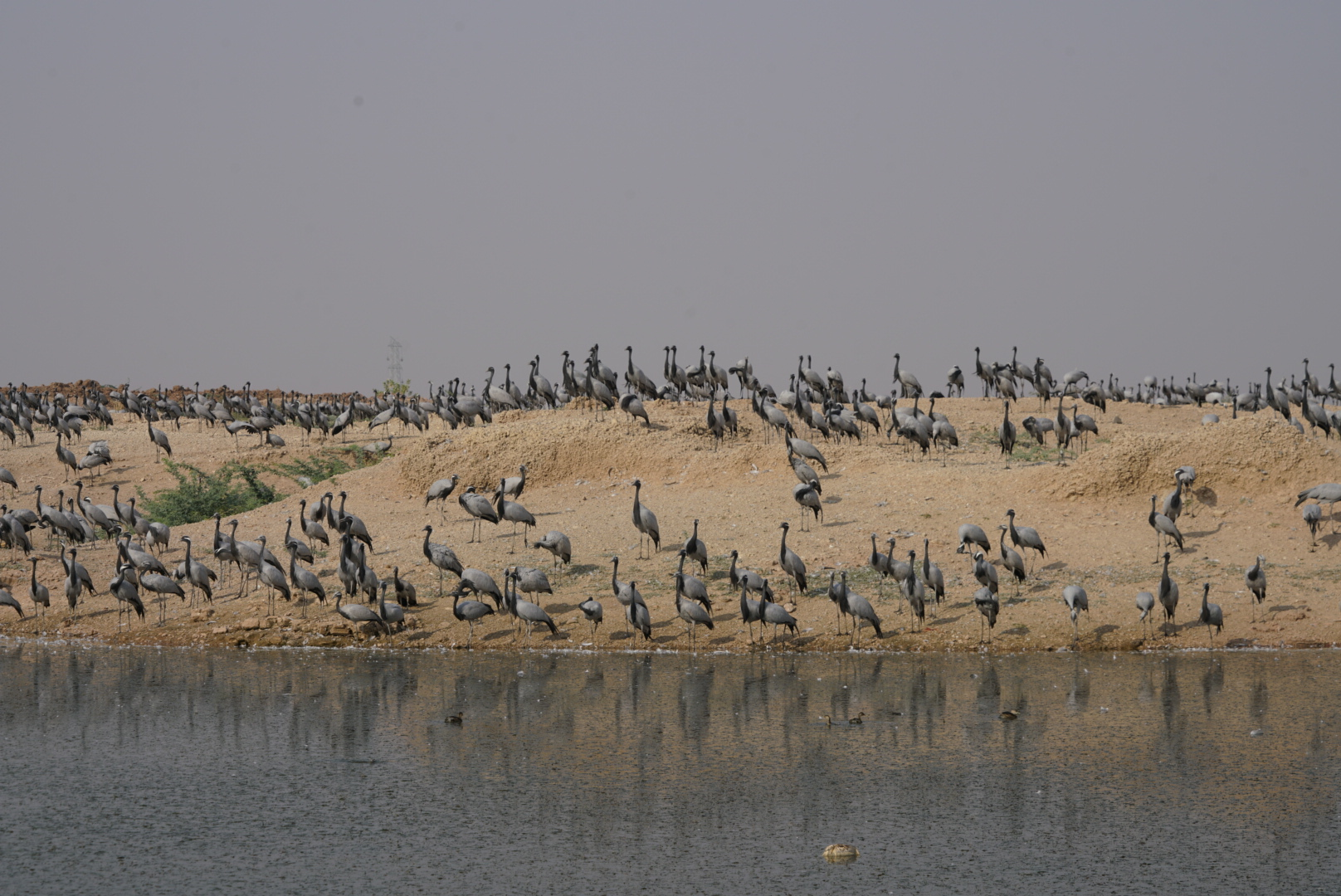
Hejno jeřábů panenských v indickém Rádžasthánu

Jedná se o plně migrační druh, který dokáže překonávat obrovské vzdálenosti bez jediné zastávky. Do zimovišť odlétá na přelomu srpna a září a vrací se na přelomu března a dubna. Po příletu do hnízdišť se jeřábi nejdříve shlukují do hejn, která se po několika týdnech začínají rozpadat, jak se blíží doba zahnízdění a jeřábi se stávají stále více teritoriálními. Po skončení hnízdění se shlukují do velkých hejn (pozorována byla hejna až o 400 jedincích) a po příletu do zimovišť se houfují do hejn o tisících a vzácněji i desetitisících jedinců.

### Rozmnožování

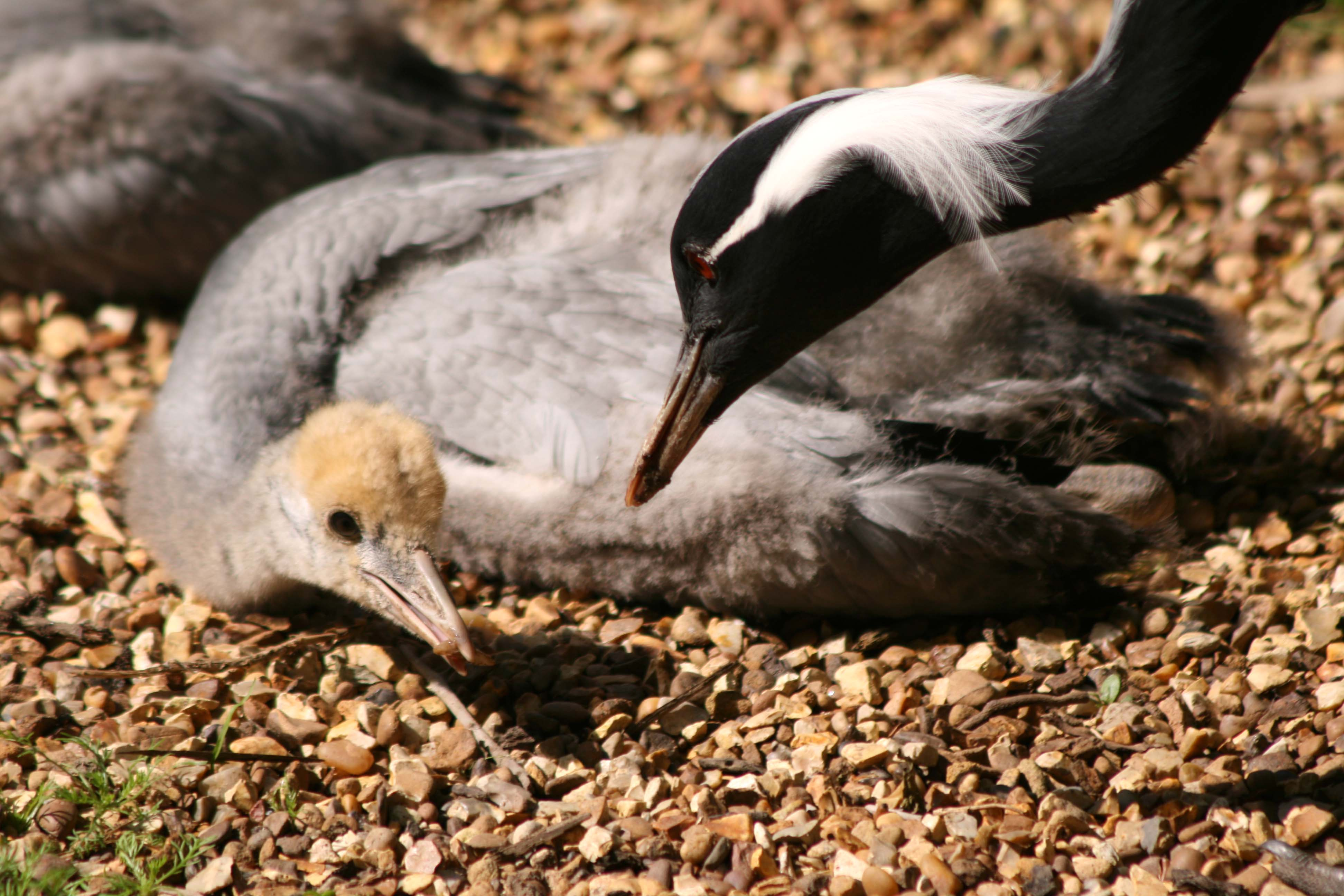
Dospělec s mládětem (vlevo)

Stejně jako ostatní jeřábi, i jeřáb panenský je monogamní druh tvořící dlouholeté, celoživotní svazky. Pro námluvy jsou typické tzv. jeřábí tance, během kterých se oba druzi navzájem klaní s roztaženými křídly, krouží kolem sebe, vyskakují do vzduchu atp. Občas skupina jeřábů obstoupí tančící pár a začne je povzbuzovat vokálními projevy. Z řad těchto „diváků“ někdy vzejde pár tanečníků, který nahradí tančící pár uprostřed. K zásnubním tancům nejčastěji dochází za soumraku a za úsvitu.
Se zakládáním teritorií jeřábi začnou několik týdnů po příletu do hnízdišť. I když se bezprostředně po příletu shlukují do hejn, během hnízdění jsou teritoriální a hnízda jsou nejméně 200–300 metrů od sebe. Samotné hnízdo si nestaví, samice klade vejce přímo na zem, typicky na změť kamínků a suché vegetace. Ke kladení vajec dochází mezi dubnem a červnem v závislosti na zeměpisné šířce. Samice klade nejčastěji 2 vejce (výjimečně 1 nebo 3) v intervalu 24–28 h. Olivová vejce s tmavšími flíčky dobře splývají s okolím. V sezení na vejcích se střídají oba partneři, avšak samice inkubuje více. Inkubační doba trvá 27–29 dní, což je vůbec nejkratší doba inkubace ze všech jeřábů.
K prvnímu letu ptáčat dochází 55–60 dní po narození, což je vůbec nejrychlejší doba ze všech jeřábů. Juvenilní jeřábi nicméně zůstávají s rodiči po dobu až 10 měsíců, čili až do dalšího hnízdního období. V době hnízdění pohlavně dospělých jedinců se juvenálové shlukují do hejn a potulují se po okolí. K utváření prvních párů může dojít již ve věku 18 měsíců, avšak v prvnímu zahnízdění většinou dochází až ve věku 4–8 let. Nejstarší jeřáb panenský se v zajetí dožil 27 let, ve volné přírodě je předpokládaná délka dožití nižší.

### Potrava
Jedná se o potravní generalisty a oportunisty. Živí se jak rostlinným materiálem (semena, listy, žaludy, ořechy, bobule, ovoce), tak živočichy (žížaly, plži, kobylky, brouci, hadi, ještěři, ptáci, hlodavci i další druhy malých savců).

## Ohrožení
Hlavní ohrožení druhu představuje hlavně ztráta a degradace habitatu následkem zemědělské činnosti. K degradací dochází mj. nadměrným používáním pesticidů a přeměnou krajiny, např. vysoušením mokřadů nebo stavěním přehrad. Menší hrozbu představuje lov na tahových zastávkách (Pákistán, Afghánistán). Zatímco většina druhů jeřábů patří mezi ohrožené druhy, jeřáb panenský je zatím výjimkou, protože jeho stavy jsou stále vysoké. Mezinárodní svaz ochrany přírody proto hodnotí druh jako málo dotčený.

## Vztah k lidem

### Chov v zoo

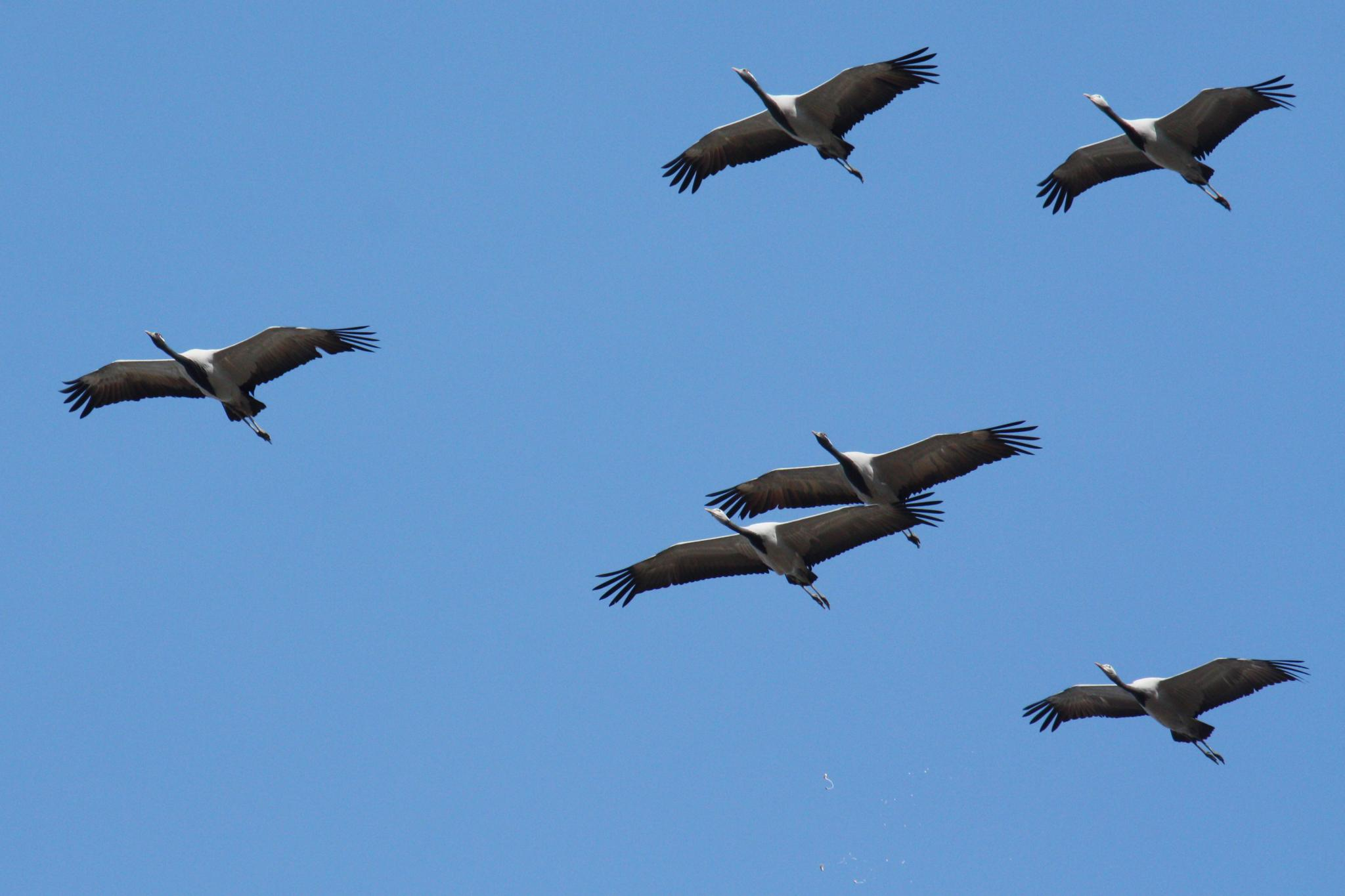
Jeřáb panenský za letu

Tento druh patří mezi nejčastěji chované druhy jeřábů. V Evropě se v srpnu 2019 jednalo o přibližně 180 zoo. V rámci Česka chovaly v létě 2019 jeřába panenského tyto zoo:
- Zoo Děčín
- Zoo Hluboká
- Zoo Hodonín
- Zoo Chleby
- Zoopark Chomutov
- Zoo Olomouc
- Zoo Praha
- Zoo Zlín
- Biopark Gymnázia Teplice
- Zoo Sedlec

Na Slovensku byl v létě 2019 tento druh chován v Zoo Bojnice a Zoo Košice.

### Chov v Zoo Praha
Jeřáb panenský se v Zoo Praha objevil již dva roky po jejím otevření. Zoo získala čtyři jedince od Ludmily Jandové, manželky zakladatele a prvního ředitele zoo Jiřího Jandy. Nejdéle žijící z těchto jeřábů žil v zoo až do roku 1948. K obnovení chovu došlo v roce 1974 a bez přerušení pokračuje dodnes. První úspěšný odchov byl zaznamenán v roce 1993, kdy se vylíhla a byla odchována dvě mláďata. Ke konci roku 2018 byl chován jeden pár.
Tento druh je k vidění v expozičním celku Ptačí mokřady v dolní části zoo.